# Savojské hodinky

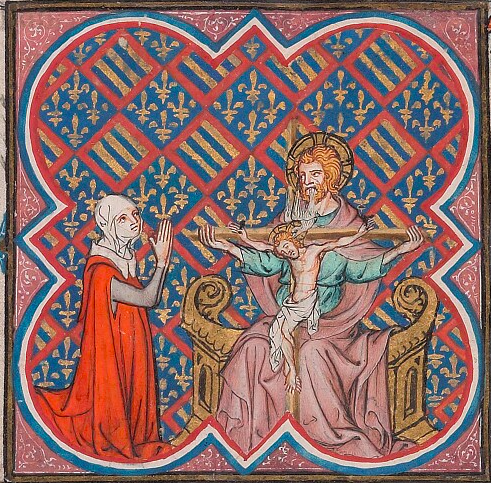
Blanka Burgundská v pozici pokorné donátorky

Savojské hodinky (francouzsky Heures de Savoie) je iluminovaný rukopis hodinek uložený v Beinecke Rare Book and Manuscript Library na Univerzitě v Yale (MS 390).
Vznikl mezi roky 1335 a 1340 v pařížské iluminátorské dílně a objednavatelkou byla Blanka Burgundská, vnučka sv. Ludvíka. Bohatě iluminovaný rukopis se dostal po hraběnčině smrti do rukou francouzského krále Karla V. a od něj pak k jeho synovi Karlovi VI., který je věnoval svému strýci Janovi z Berry. Roku 1720 je zdokumentován v Univerzitní knihovně Viktora Amadea II. Savojského v Turíně. Roku 1904 byl částečně zničen požárem a o pár let později bylo jeho torzo znovu objeveno v knihovně katedrály v Portsmouthu.
Z celého kodexu se zachovalo pouze dvacet šest pergamenových listů o rozměrech 20,1 x 14,7 cm, což je celkem 50 miniatur (z původních 255) se světci a postavou Blanky Burgundské doprovázené heraldickými znaky Burgundska a Savojska a drolériemi s břečťanem, ptáčky a lovci.